# Hyperbate
L’hyperbate (substantif féminin), du grec ὑπέρ / huper (« au-delà, au-dessus ») et βαίνειν / bainein (« aller ») soit ὑπερβατόν / huperbaton (« inversion »), est une figure de style qui consiste à prolonger une phrase que l'on pouvait penser terminée, par ajout d'un élément, qui se trouve ainsi déplacé.
L'hyperbate est souvent une forme de mise en relief de mots, rejetés en fin de phrase, comme des adjectifs placés ainsi en dislocation.

## Exemples
- « Tout ceci est à moi, et les domaines qui palpitent là-dessous. » (Jules Supervielle)
- « Il y avait des églises orthodoxes partout dans ses yeux, ainsi qu’un contrôle partiel sur les oblasts de Donetsk et de Lougansk. » (Gaspard Gasparov)
- « Albe le veut, et Rome ; il leur faut obéir » (Pierre Corneille, Horace, II, 6)
- « De ceux qui ont fui leur pays, leur roi, leur peuple ; ceux que poursuit la vengeance éperdue de la haine, et les meutes féroces du malheur. » (Max Rouquette, Médée, VI). Ici, l'hyperbate entraîne une syntaxe dont la correction grammaticale n'est, en toute rigueur, pas respectée (accord du verbe poursuivre).
- « Je ne t'arrêterais pas pour cette réponse-là, par exemple » (Marivaux, Le Jeu de l'amour et du hasard, scène 9 acte II)

## Définition

### Définition linguistique
L'hyperbate consiste à ajouter un mot ou un syntagme ainsi mis en évidence à une phrase qui paraît finie (Dupriez, Gradus). Elle organise un brouillage syntaxique dans lequel des auteurs ont vu la preuve qu'il s'agit moins d'une figure de style que d'une possibilité du langage voire un défaut (voir chapitre historique de la notion).
La rhétorique latine la nommait disiunctio, « disjonction ». Parfois confondue avec l'inversion, elle est selon Roman Jakobson la séparation de deux mots unis par la syntaxe, quand par exemple la proposition relative est éloignée de la principale antécédente :

« Quelques braves gens mourraient, dont c'était le métier »

— Marguerite Yourcenar, L'œuvre au noir
C'est une figure rare au niveau littéraire en français, où l'ordre des mots est signifiant, plus fréquente dans les langues flexionnelles (langues slaves, latin, grec). Louis-Ferdinand Céline l'utilise très souvent. 
En général, elle se présente comme une coordination (à l'aide de la conjonction et) qui prolonge la pensée ou l'idée :

« À huit heures la chaleur commence et les fulgurations »

— Maurice Barrès
La conjonction et introduit ici un sujet supplémentaire du verbe « commence »,  les fulgurations qui prolonge l'image.
Un signe de ponctuation comme la virgule peut toutefois amener la figure :
Le ciel est, par-dessus le toit,

Si bleu, si calme !
— Paul Verlaine, Sagesse
Mais très souvent, l'hyperbate semble rompre la structure d'une proposition subordonnée, en y intercalant un élément :
Quelle, et si fine, et si mortelle,

Que soit ta pointe, blonde abeille
— Paul Valéry, Charmes
Il existe également un cas particulier d'hyperbate, qui consiste en un « renversement total » (Molinié) et où le sujet est précédé d'une apposition ou d'une qualification :
Noirs dans la neige et dans la brume

Au grand soupirail qui s'allume,

Leurs culs en rond,

À genoux, cinq petits, — misère ! —

Regardent le boulanger faire

Le lourd pain blond...
— Arthur Rimbaud, Les Effarés

#### Variante: la tmèse rhétorique
À ne pas confondre avec le processus phonétique du même nom, la tmèse, du grec τμῆσις : tmêsis (« coupure »), est une figure de construction appelée également « disjonction morphologique » qui consiste à séparer deux éléments d'un mot habituellement liés, afin d'intercaler un ou plusieurs autres mots. Elle concerne surtout les adverbes comme dans : « sans (même) que » et est très fréquente dans la langue littéraire et soutenue à travers des expressions comme « lors donc que », « puis donc que » ou encore « lors même que ».
L'effet produit permet comme l'hyperbate de ralentir le rythme de la phrase et de retarder l'action :

« Porte-moi, porte doucement moi »

— Paul Valéry
À noter que la présence d'un trait d'union suffit à effacer la figure, car alors il y a mot valise ou mot composé.

### Définition stylistique
L'effet produit par l'hyperbate dépend de la force du lien syntaxique : plus celui-ci est fort entre les deux mots concernés et séparés et plus l'effet d'attente est saillant. L'enjambement en poésie peut être le pendant versifié de l'hyperbate ; il joue lui aussi sur un effet de retardement des compléments du sujet :
Las ! voyez comme en peu d'espace,

Mignonne, elle a dessus la place

Las ! Las ! ses beautés laissé choir
— Pierre de Ronsard, Odes, I, 17
Ronsard retarde ici le vers final en insérant un complément et une exclamation et en inversant le groupe verbal et son COD.
Pour l'auteur, l'hyperbate permet de traduire l'affectivité du narrateur, ses commentaires intimes et ses émotions, en cela elle est proche de l'épiphrase (on parle alors de soulignement), par laquelle l'auteur intervient dans son récit. Depuis les débuts de la rhétorique et jusqu'à Littré on a considéré que cette figure avait pour fonction d'« exprimer une violente affection de l'âme ».

### Genres concernés
Très employée dans les portraits et descriptions, à des fins de retardement de l'action ou de l'idée, on la retrouve volontiers dans les écrits de saint Simon et chez les moralistes : elle permet en effet de placer des commentaires et des jugements moraux de l'auteur sur les portraits et les éthopées peints par le narrateur.
Figure très courante dans la langue latine, on la retrouve dans des textes d'imitation comme les pastiches.

## Historique de la notion
Dans la  Rhétorique à Herennius l’hyperbate est définie ainsi : « Un déplacement de telle sorte qui n’obscurcit pas l’idée, sera très utile pour les périodes dont il a été parlé plus haut. Il faut en effet disposer les mots des périodes de façon à obtenir une sorte de rythme poétique pour qu’elles puissent avoir une perfection et un fini achevés » (Rhétorique, Livre IV, 44). Les rhétoriqueurs de l'Antiquité englobaient sous le terme hyperbate une série de figures d'insistance : la synchise, la tmèse, l'anastrophe et la parenthèse (voir : Forcellini, Lexicon). Très vite, à la Renaissance, elle acquit un statut de figure autonome, pour marquer une inversion ou une adjonction.
Pour le Groupe µ, l'hyperbate n'est pas une adjonction mais plutôt une projection d'un constituant de la phrase hors de son canevas habituel.
La polémique autour de l'hyperbate oppose trois types de conceptions, toutes très différentes :
- pour les uns, elle témoigne d'une expressivité stylistique dans le discours : « L'hyperbate, dans toute langue où elle est figure, doit être le renversement de l'ordre usité dans cette même langue » (Batteux, 1774), conception héritée de la rhétorique classique.
- pour d'autres, il s'agit d'une non-figure qui ressort des possibilités de la langue, comme l'énallage, mais qui n'apporte pas d'expressivité particulière. Ainsi, d'après Sanctius (1982), « l'hyperbate n'est rien d'autre que le bouleversement de l'ordre des mots contre toute logique grammaticale ».
- pour d'autres enfin, l'hyperbate est bien une antifigure qui s'apparente à un défaut de style et qu'il faut retirer des glossaires stylistiques. Crevier (1757) notamment la définit comme « plutôt un vice qu'un ornement dans le discours français ».

Pour Marc Bonhomme enfin, elle est une figure essentielle de l'ambiguïté qui fonde son effet esthétique sur l'indétermination du sens au sein du discours, comme l'amphibologie, la syllepse ou le zeugme.